# Gonodonta marmorata
Gonodonta marmorata är en fjärilsart som beskrevs av William Schaus 1906. Gonodonta marmorata ingår i släktet Gonodonta och familjen nattflyn. Inga underarter finns listade i Catalogue of Life.